# Écrans documentaires
 (novembre 2011).
Si vous disposez d'ouvrages ou d'articles de référence ou si vous connaissez des sites web de qualité traitant du thème abordé ici, merci de compléter l'article en donnant les références utiles à sa vérifiabilité et en les liant à la section « Notes et références ».
Le festival Les Écrans documentaires, manifestation consacrée au cinéma documentaire de recherche a été créé en 1997 à Gentilly (Val de Marne) avant de s'ancrer à l'espace Jean Vilar d'Arcueil, la ville voisine depuis 2002. Le festival se déroule à l'automne. 
Festival compétitif, Les Écrans Documentaires accueille trois sections : longs métrages documentaires, courts métrages documentaires, et films d’Écoles et de formations en cinéma et audiovisuel. Quatre prix sont décernés, trois en numéraires et un constitué d'une résidence d'écriture offerte par le CECI Moulin d'Andé (Eure). Chaque année le festival reçoit plus de 700 films pour les trois sections. Visionnage de pré-sélection en DVD. En revanche tous les formats de tournage et de diffusion sont acceptés en pellicule (y compris 8 mm et 16 mm) et en numérique.
Le festival propose chaque année sur 10 jours entre 70 et 120 films dont une trentaine pour les compétitions, les autres œuvres étant présentées dans des cadres diversifiés : parcours d'auteurs, hommages, avant-premières, thématiques, ateliers illustrés... Près de 2 500 films ont été présentés aux Écrans Documentaires depuis la création en 1997. Parmi les nombreux cinéastes invités on peut citer Chantal Akerman, Alain Cavalier, Sergei Loznitsa, Tariq Teguia, Claire Simon, Denis Gheerbrant, Iossif Pasternak, Richard Dindo, Françoise Huguier, etc. Chaque année sont proposés aussi des passerelles avec les arts plastiques (installations vidéos ou sonores, peintures, sculptures) ou avec le spectacle vivant. Pour exemple en 2008, Lecture improvisation de Denis Lavant autour du film Comment Albert fit bouger les montagnes, en 2009, Plan K Tracé 1 par la compagnie Mega Pobec et le ciné concert Farendji, 
Les Écrans documentaires sont soutenus par le Conseil général du Val-de-Marne, la DRAC Région Île-de-France, la région Île-de-France, les villes d'Arcueuil et Gentilly et la SCAM. Les Écrans Documentaires ont des partenariats réguliers avec des associations et structures comme Gulliver, ADDOC, l'ACRIF, l'ACID, le GNCR, l'Université Paris VII Denis-Diderot...